# آندره گاسکار
آندره گاسکار (انگلیسی: André Gascard; ۱۶ نوامبر ۱۸۹۰ – ۱۶ اکتبر ۱۹۶۹) بازیکن فوتبال اهل فرانسه بود.
از باشگاه‌هایی که در آن بازی کرده‌است می‌توان به باشگاه فوتبال المپیک مارسی اشاره کرد.